# Vila Chã do Marão
Vila Chã do Marão es una freguesia portuguesa del concelho de Amarante, con 6,61 km² de superficie y 1.078 habitantes (2001).[cita requerida] Su densidad de población es de 163,1 hab/km².